# World RX de Barcelona 2016
El World RX de Barcelona es una prueba de Rallycross en España válida para el Campeonato Mundial de Rallycross. Se celebró en el Circuit de Barcelona-Catalunya en Cataluña, Barcelona, España
Mattias Ekström consiguió su cuarta victoria de la temporada a bordo de su Audi S1, seguido de Timmy Hansen y Timur Timerzyanov.
En RX Lites el francés Cyril Raymond consiguió su segunda victoria en la temporada, seguido de Thomas Bryntesson y Simon Wågø Syversen.

## Supercar

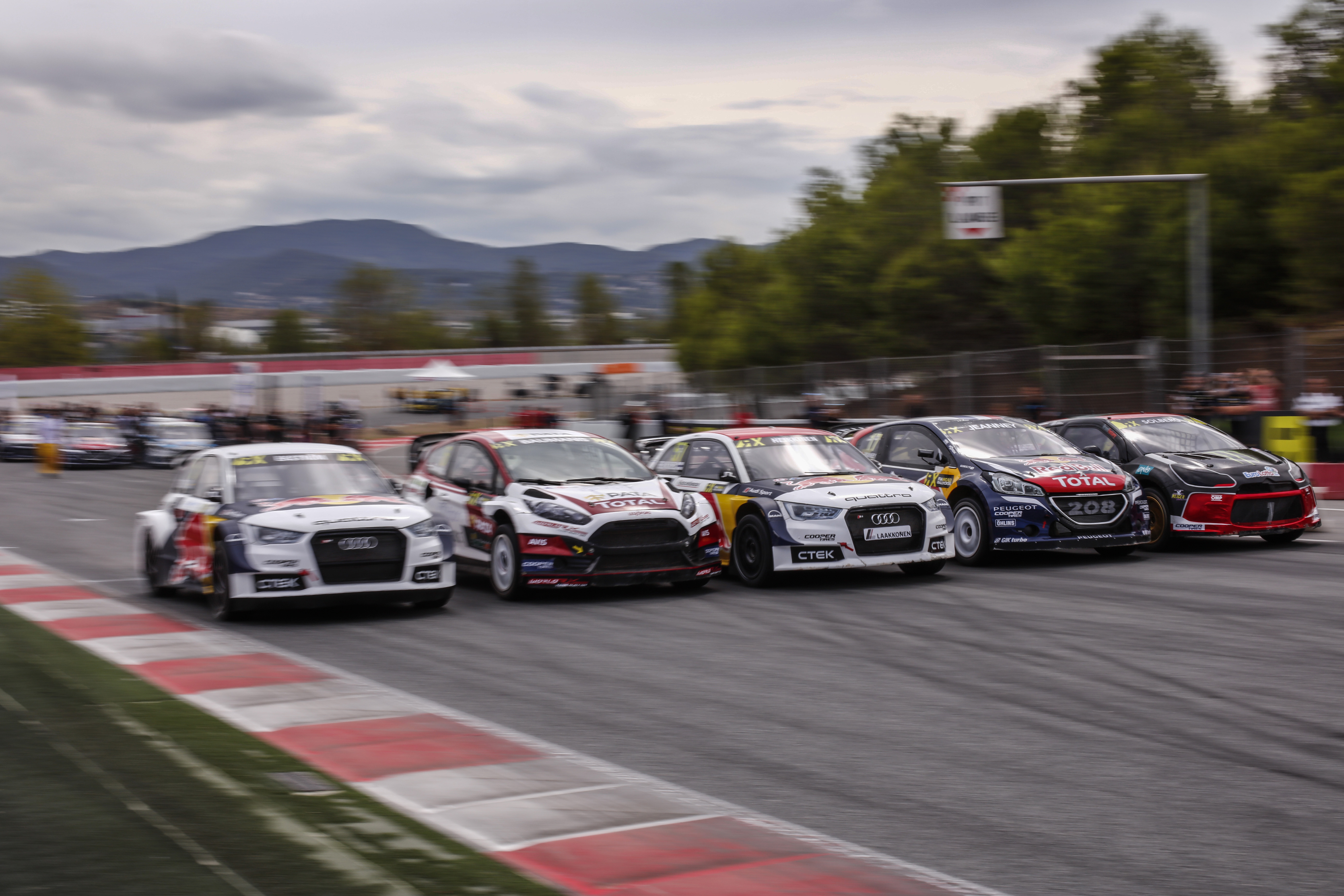
Calificación 1, Carrera 1 - la primera carrera del evento fue ganada por Solberg

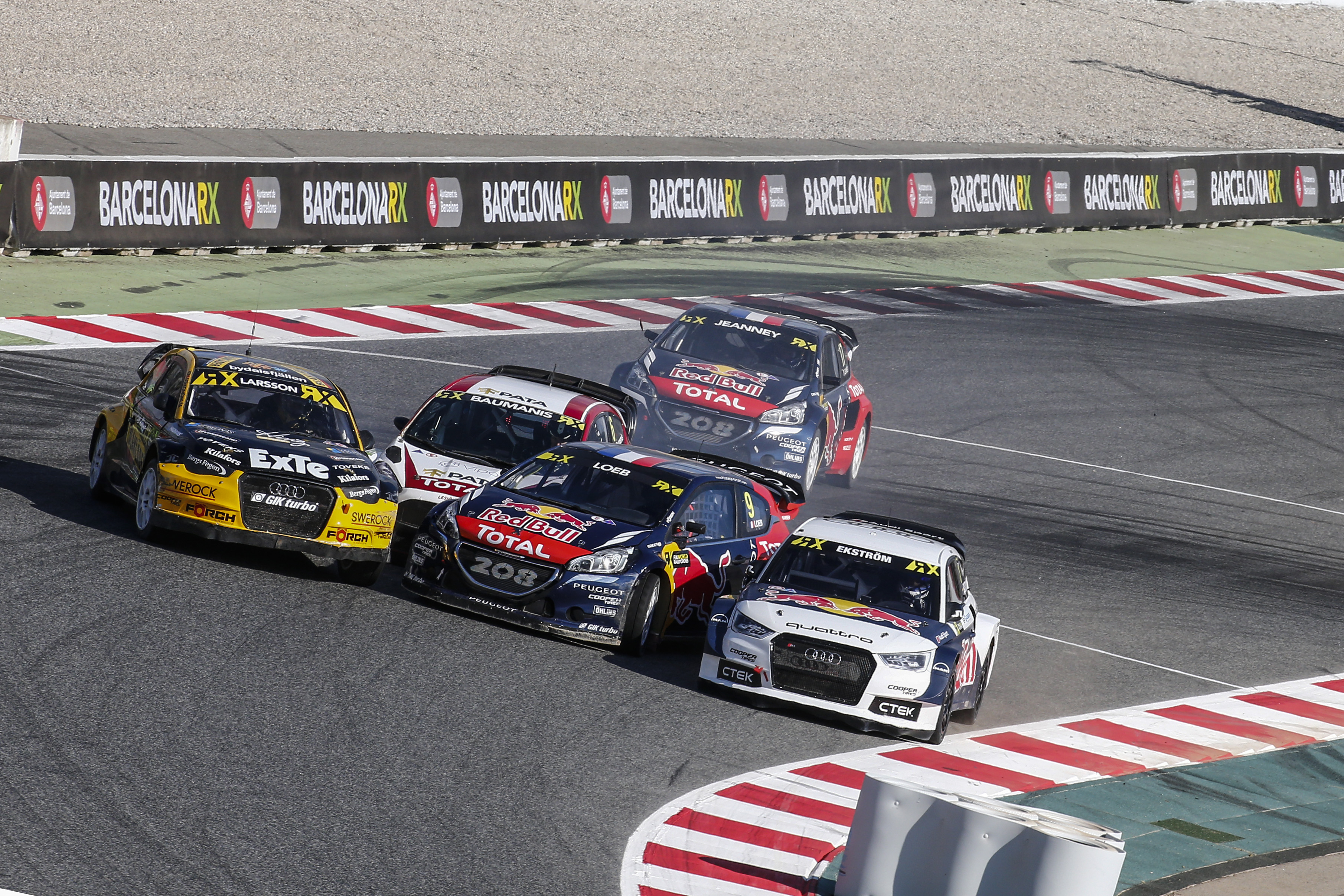
Calificación 1, Carrera 3 fue ganada por Ekström

### Series
| Pos. | No. | Piloto               | Equipo                          | Auto                | Q1  | Q2  | Q3  | Q4  | Pts |
| ---- | --- | -------------------- | ------------------------------- | ------------------- | --- | --- | --- | --- | --- |
| 1    | 21  | Timmy Hansen         | Team Peugeot-Hansen             | Peugeot 208         | 1º  | 2º  | 9º  | 2º  | 16  |
| 2    | 3   | Johan Kristoffersson | Volkswagen RX Sweden            | Volkswagen Polo     | 5º  | 18º | 1º  | 1º  | 15  |
| 3    | 5   | Mattias Ekström      | EKS RX                          | Audi S1             | 6º  | 1º  | 10º | 3º  | 14  |
| 4    | 13  | Andreas Bakkerud     | Hoonigan Racing Division        | Ford Focus RS       | 2º  | 5º  | 5º  | 4º  | 13  |
| 5    | 9   | Sébastien Loeb       | Team Peugeot-Hansen             | Peugeot 208         | 7º  | 8º  | 2º  | 6º  | 12  |
| 6    | 57  | Toomas Heikkinen     | EKS RX                          | Audi S1             | 12º | 4º  | 6º  | 5º  | 11  |
| 7    | 1   | Petter Solberg       | Petter Solberg World RX Team    | Citroën DS3         | 4º  | 3º  | 12º | 9º  | 10  |
| 8    | 6   | Jānis Baumanis       | World RX Team Austria           | Ford Fiesta         | 8º  | 11º | 8º  | 8º  | 9   |
| 9    | 4   | Robin Larsson        | Larsson Jernberg Motorsport     | Audi A1             | 9º  | 7º  | 3º  | 18º | 8   |
| 10   | 7   | Timur Timerzyanov    | World RX Team Austria           | Ford Fiesta         | 3º  | 14º | 4º  | 19º | 7   |
| 11   | 96  | Kevin Eriksson       | Olsbergs MSE                    | Ford Fiesta ST      | 13º | 16º | 7º  | 7º  | 6   |
| 12   | 17  | Davy Jeanney         | Peugeot Hansen Academy          | Peugeot 208         | 10º | 12º | 11º | 10º | 5   |
| 13   | 15  | Reinis Nitišs        | Olsbergs MSE                    | Ford Fiesta         | 16º | 6º  | 15º | 11º | 4   |
| 14   | 92  | Anton Marklund       | Volkswagen RX Sweden            | Volkswagen Polo     | 11º | 9º  | 16º | 15º | 3   |
| 15   | 68  | Niclas Grönholm      | Olsbergs MSE                    | Ford Fiesta ST      | 18º | 13º | 14º | 12º | 2   |
| 16   | 43  | Ken Block            | Hoonigan Racing Division        | Ford Focus RS       | 15º | 10º | 18º | 14º | 1   |
| 17   | 44  | Timo Scheider        | All-Inkl.com Münnich Motorsport | SEAT Ibiza          | 14º | 20º | 13º | 13º |     |
| 18   | 77  | René Münnich         | All-Inkl.com Münnich Motorsport | SEAT Ibiza          | 17º | 15º | 17º | 17º |     |
| 19   | 37  | Guy Wilks            | JRM Racing                      | BMW MINI Countryman | 20º | 17º | 20º | 16º |     |
| 20   | 65  | Guerlain Chicherit   | JRM Racing                      | BMW MINI Countryman | 19º | 19º | 19º | 20º |     |

### Semifinales
Semifinal 1
| Pos. | No. | Piloto          | Equipo                       | Tiempo   | Pts |
| ---- | --- | --------------- | ---------------------------- | -------- | --- |
| 1    | 5   | Mattias Ekström | EKS RX                       | 5:00.299 | 6   |
| 2    | 21  | Timmy Hansen    | Team Peugeot-Hansen          | +0.708   | 5   |
| 3    | 4   | Robin Larsson   | Larsson Jernberg Motorsport  | +4.799   | 4   |
| 4    | 1   | Petter Solberg  | Petter Solberg World RX Team | +5.527   | 3   |
| 5    | 96  | Kevin Eriksson  | Olsbergs MSE                 | +11.661  | 2   |
| 6    | 9   | Sébastien Loeb  | Team Peugeot-Hansen          | DNF      | 1   |

Semifinal 2
| Pos. | No. | Piloto               | Equipo                   | Tiempo   | Pts |
| ---- | --- | -------------------- | ------------------------ | -------- | --- |
| 1    | 7   | Timur Timerzyanov    | World RX Team Austria    | 4:58.583 | 6   |
| 2    | 3   | Johan Kristoffersson | Volkswagen RX Sweden     | +0.607   | 5   |
| 3    | 6   | Jānis Baumanis       | World RX Team Austria    | +2.035   | 4   |
| 4    | 17  | Davy Jeanney         | Peugeot Hansen Academy   | +3.932   | 3   |
| 5    | 57  | Toomas Heikkinen     | EKS RX                   | +4.284   | 2   |
|      | 13  | Andreas Bakkerud     | Hoonigan Racing Division | EX       | 0   |

### Final
| Pos. | No. | Piloto               | Equipo                      | Tiempo   | Pts |
| ---- | --- | -------------------- | --------------------------- | -------- | --- |
| 1    | 5   | Mattias Ekström      | EKS RX                      | 4:55.251 | 8   |
| 2    | 21  | Timmy Hansen         | Team Peugeot-Hansen         | +0.821   | 5   |
| 3    | 7   | Timur Timerzyanov    | World RX Team Austria       | +3.404   | 4   |
| 4    | 6   | Jānis Baumanis       | World RX Team Austria       | +4.121   | 3   |
| 5    | 4   | Robin Larsson        | Larsson Jernberg Motorsport |          | 2   |
|      | 3   | Johan Kristoffersson | Volkswagen RX Sweden        | EX       | 0   |

## RX Lites

### Series
| Pos. | No. | Piloto              | Equipo         | Q1  | Q2  | Q3  | Q4  | Pts |
| ---- | --- | ------------------- | -------------- | --- | --- | --- | --- | --- |
| 1    | 13  | Cyril Raymond       | Olsbergs MSE   | 1º  | 1º  | 1º  | 3º  | 16  |
| 2    | 99  | Joachim Hvaal       | JC Raceteknik  | 9º  | 5º  | 2º  | 1º  | 15  |
| 3    | 16  | Thomas Bryntesson   | JC Raceteknik  | 2º  | 7º  | 4º  | 4º  | 14  |
| 4    | 8   | Simon Wågø Syversen | Set Promotion  | 7º  | 3º  | 9º  | 2º  | 13  |
| 5    | 52  | Simon Olofsson      | Simon Olofsson | 4º  | 4º  | 3º  | 7º  | 12  |
| 6    | 33  | Tejas Hirani        | Olsbergs MSE   | 3º  | 2º  | 10º | 8º  | 11  |
| 7    | 69  | Sondre Evjen        | JC Raceteknik  | 5º  | 6º  | 7º  | 9º  | 10  |
| 8    | 56  | Thomas Holmen       | Thomas Holmen  | 8º  | 9º  | 6º  | 5º  | 9   |
| 9    | 66  | Albert Llovera      | Albert Llovera | 6º  | 10º | 8º  | 10º | 8   |
| 10   | 64  | Saeed Bintouq       | Olsbergs MSE   | 10º | 8º  | 5º  | 6º  | 7   |

### Semifinales
Semifinal 1
| Pos. | No. | Piloto            | Equipo         | Tiempo   | Pts |
| ---- | --- | ----------------- | -------------- | -------- | --- |
| 1    | 13  | Cyril Raymond     | Olsbergs MSE   | 5:13.995 | 6   |
| 2    | 16  | Thomas Bryntesson | JC Raceteknik  | +2.228   | 5   |
| 3    | 52  | Simon Olofsson    | Simon Olofsson | +5.425   | 4   |
| 4    | 69  | Sondre Evjen      | JC Raceteknik  | +5.943   | 3   |
| 5    | 66  | Albert Llovera    | Albert Llovera | +9.827   | 2   |

Semifinal 2
| Pos. | No. | Piloto              | Equipo        | Tiempo   | Pts |
| ---- | --- | ------------------- | ------------- | -------- | --- |
| 1    | 8   | Simon Wågø Syversen | Set Promotion | 5:20.762 | 6   |
| 2    | 33  | Tejas Hirani        | Olsbergs MSE  | +2.656   | 5   |
| 3    | 56  | Thomas Holmen       | Thomas Holmen | +6.596   | 4   |
| 4    | 99  | Joachim Hvaal       | JC Raceteknik | +7.049   | 3   |
| 5    | 64  | Saeed Bintouq       | Olsbergs MSE  | DNF      | 2   |

### Final
| Pos. | No. | Piloto              | Equipo         | Tiempo   | Pts |
| ---- | --- | ------------------- | -------------- | -------- | --- |
| 1    | 13  | Cyril Raymond       | Olsbergs MSE   | 5:17.408 | 8   |
| 2    | 16  | Thomas Bryntesson   | JC Raceteknik  | +0.588   | 5   |
| 3    | 8   | Simon Wågø Syversen | Set Promotion  | +2.806   | 4   |
| 4    | 52  | Simon Olofsson      | Simon Olofsson | +4.801   | 3   |
| 5    | 56  | Thomas Holmen       | Thomas Holmen  | +5.291   | 2   |
| 6    | 33  | Tejas Hirani        | Olsbergs MSE   | DNF      | 1   |

## Campeonatos tras la prueba
| Pos | Piloto               | Pts | Dif |
| --- | -------------------- | --- | --- |
| 1   | Mattias Ekström      | 204 |     |
| 2   | Petter Solberg       | 194 | +10 |
| 3   | Johan Kristoffersson | 178 | +26 |
| 4   | Andreas Bakkerud     | 170 | +34 |
| 5   | Sébastien Loeb       | 154 | +50 |

| Pos | Piloto              | Pts | Dif |
| --- | ------------------- | --- | --- |
| 1   | Cyril Raymond       | 158 |     |
| 2   | Thomas Bryntesson   | 150 | +8  |
| 3   | Simon Olofsson      | 128 | +30 |
| 4   | Joachim Hvaal       | 115 | +43 |
| 5   | Simon Wågø Syversen | 103 | +55 |

- Nota: Sólo se incluyen las cinco posiciones principales.

| Prueba previa: World RX de Francia 2016   | Temporada 2016 del Campeonato Mundial de Rallycross | Siguiente prueba: World RX de Letonia 2016   |
| Prueba previa: World RX de Barcelona 2015 | World RX de Barcelona                               | Siguiente prueba: World RX de Barcelona 2017 |

- Datos: Q28035212
- Multimedia: 2016 World RX of Barcelona / Q28035212